# Sommeilles
Sommeilles est une commune française située dans le département de la Meuse, en région Grand Est.

## Géographie

### Situation
La commune s'étend suivant un axe SO-NE, en limite du département de la Meuse, bordée à l'ouest et au nord par le département de la Marne, au sud et à l'est, par les communes de Nettancourt, Noyers et Laheycourt. L'altitude est comprise entre 150 et 190 m environ. La partie Est est boisée (forêt domaniale de Lisle). Le village est au sud-ouest.
Le terrain crétacé est calcaire, sablonneux (sables verts dans lesquels se trouvent des nodules de phosphates qui ont été exploités à Laheycourt et Villotte-devant-Louppy, notamment).

#### Communes limitrophes
| Le Châtelier | Le Châtelier     | Belval-en-Argonne |
| Nettancourt  | Sommeilles       | Noyers-Auzécourt  |
| Nettancourt  | Noyers-Auzécourt | Noyers-Auzécourt  |

### Hydrographie
La commune est traversée par la ligne de partage des eaux entre les régions hydrographiques « la Seine de sa source au confluent de l'Oise (exclu) » et « la Seine du confluent de l'Oise (inclus) à l'embouchure » au sein du bassin Seine-Normandie. Elle est drainée par le Coubreuil, le ruisseau des Étangs, le ruisseau du Cul des Trois Bois, le ruisseau de la gigne au rupt, le ruisseau de Suisy, le Fossé de la Vallée Gérard, le Fossé 07 de la commune de Sommeilles, le Fossé 15 de la commune de Sommeilles, le Fossé 02 du Poteau, le Fossé 11 de la commune de Sommeilles, le Fossé 01 de l'Étang du Moulin de Sommeilles, le Fossé 06 de la commune de Laheycourt, le Fossé 17 de la commune de Lisle-en-Barrois et divers autres petits cours d'eau,.
Le Coubreuil, d'une longueur de 11 km, prend sa source dans la commune de Belval-en-Argonne et se jette  dans l'Aisne à Les Charmontois, après avoir traversé quatre communes. 

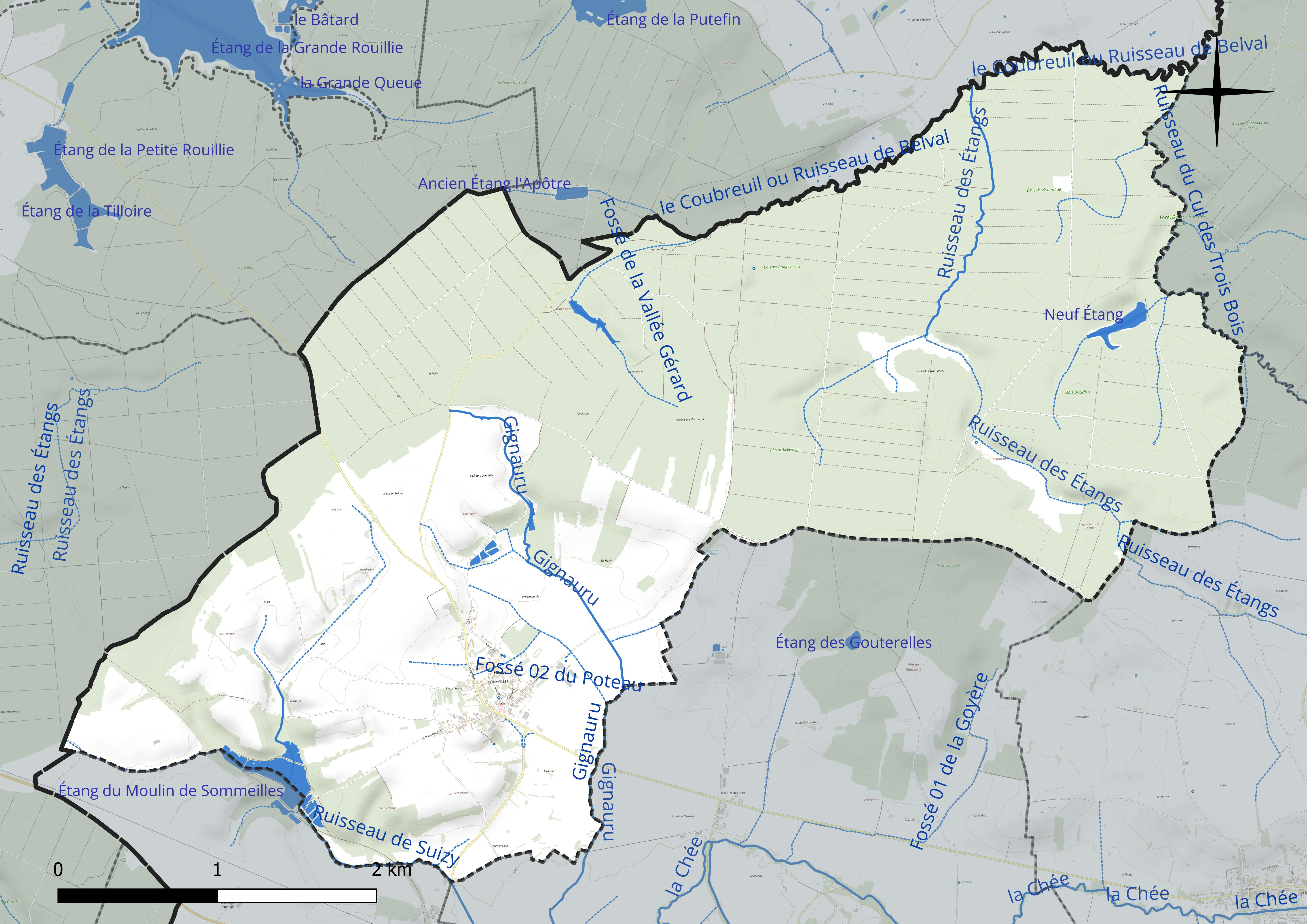
Réseau hydrographique de Sommeilles.

Trois plans d'eau complètent le réseau hydrographique : le plan d'eau de la Vallée Gérard (1,3 ha), l'étang du Moulin de Sommeilles, d'une superficie totale de 8,4 ha (5,6 ha sur la commune) et Neuf étang (2,9 ha),.

### Climat
Pour des articles plus généraux, voir Climat du Grand Est et Climat de la Meuse.
En 2010, le climat de la commune est de type climat des marges montargnardes, selon une étude du Centre national de la recherche scientifique s'appuyant sur une série de données couvrant la période 1971-2000. En 2020, Météo-France publie une typologie des climats de la France métropolitaine dans laquelle la commune est exposée à un climat océanique altéré et est dans une zone de transition entre les régions climatiques « Nord-est du bassin Parisien » et « Lorraine, plateau de Langres, Morvan ». 
Pour la période 1971-2000, la température annuelle moyenne est de 10 °C, avec une amplitude thermique annuelle de 15,8 °C. Le cumul annuel moyen de précipitations est de 902 mm, avec 13,3 jours de précipitations en janvier et 9,1 jours en juillet. Pour la période 1991-2020, la température moyenne annuelle observée sur la station météorologique de Météo-France la plus proche, « Triaucourt_sapc », sur la commune de Seuil-d'Argonne à 12 km à vol d'oiseau, est de 11,0 °C et le cumul annuel moyen de précipitations est de 796,7 mm. 
La température maximale relevée sur cette station est de 40,1 °C, atteinte le 25 juillet 2019 ; la température minimale est de −17,8 °C, atteinte le 20 décembre 2009,,. 
Les paramètres climatiques de la commune ont été estimés pour le milieu du siècle (2041-2070) selon différents scénarios d'émission de gaz à effet de serre à partir des nouvelles projections climatiques de référence DRIAS-2020. Ils sont consultables sur un site dédié publié par Météo-France en novembre 2022.

## Urbanisme

### Typologie
Au 1er janvier 2024, Sommeilles est catégorisée commune rurale à habitat dispersé, selon la nouvelle grille communale de densité à sept niveaux définie par l'Insee en 2022.
Elle est située hors unité urbaine et hors attraction des villes,.

### Occupation des sols
L'occupation des sols de la commune, telle qu'elle ressort de la base de données européenne d’occupation biophysique des sols Corine Land Cover (CLC), est marquée par l'importance des forêts et milieux semi-naturels (67,9 % en 2018), en augmentation par rapport à 1990 (67 %). La répartition détaillée en 2018 est la suivante : 
forêts (67,9 %), terres arables (15,8 %), prairies (14,6 %), zones urbanisées (1,7 %). L'évolution de l’occupation des sols de la commune et de ses infrastructures peut être observée sur les différentes représentations cartographiques du territoire : la carte de Cassini (XVIIIe siècle), la carte d'état-major (1820-1866) et les cartes ou photos aériennes de l'IGN pour la période actuelle (1950 à aujourd'hui).

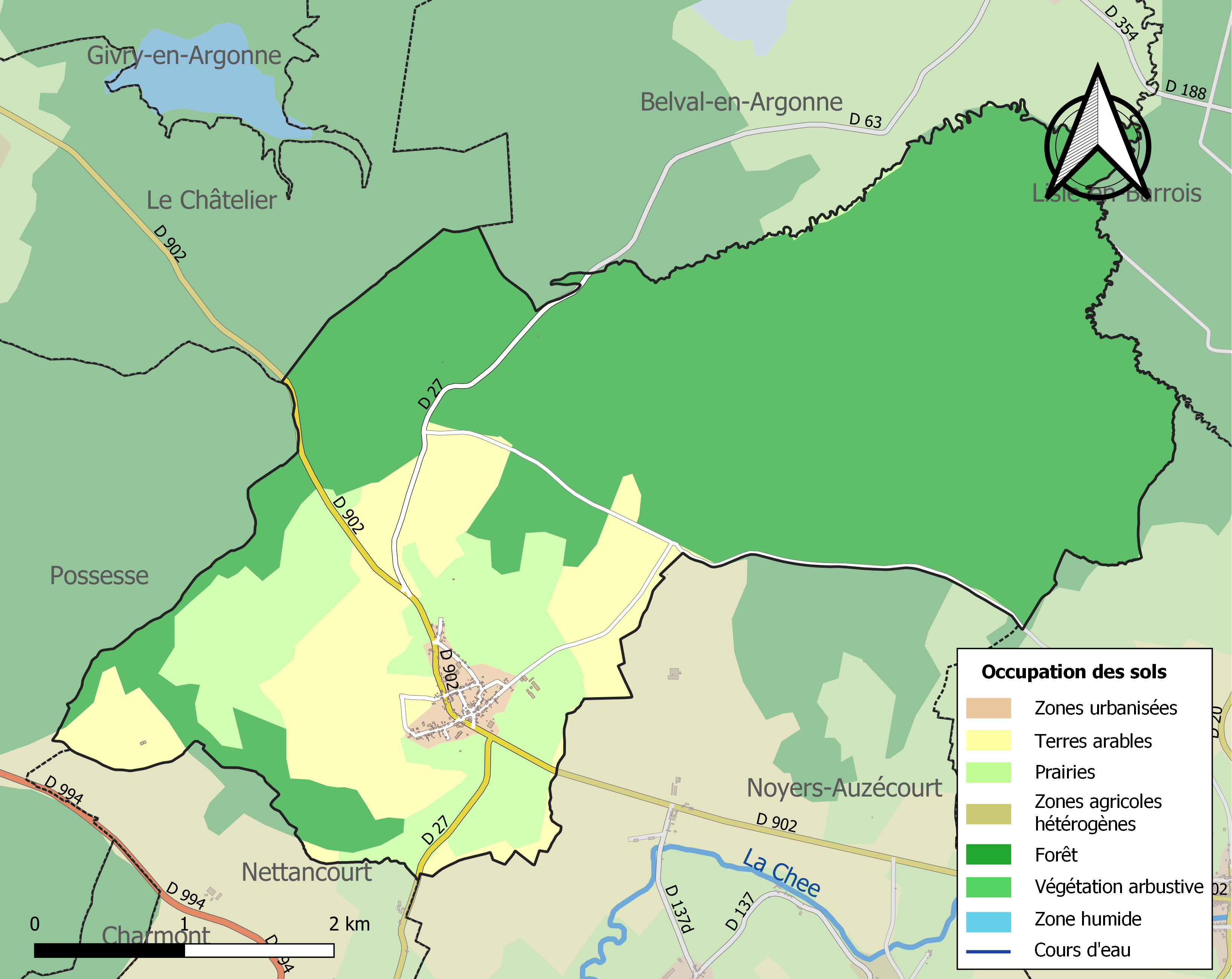
Carte des infrastructures et de l'occupation des sols de la commune en 2018 (CLC).

## Toponymie
Anciennes mentions : Commualia (1297), Sommeilles (1246), Summela (1250), Commailles (1401), Somineulle (1451), Sommeille (1700). Sommeilles prend un "s" terminal entre les deux guerres (14 et 39-40).
Du latin summa (« Source ») et suivi d'un nom de ruisseau qui a pu s'appeler *Aquila.

Dans la toponymie locale, les lieux appelés somme désignent une « source ».

## Histoire

### Chemin de fer

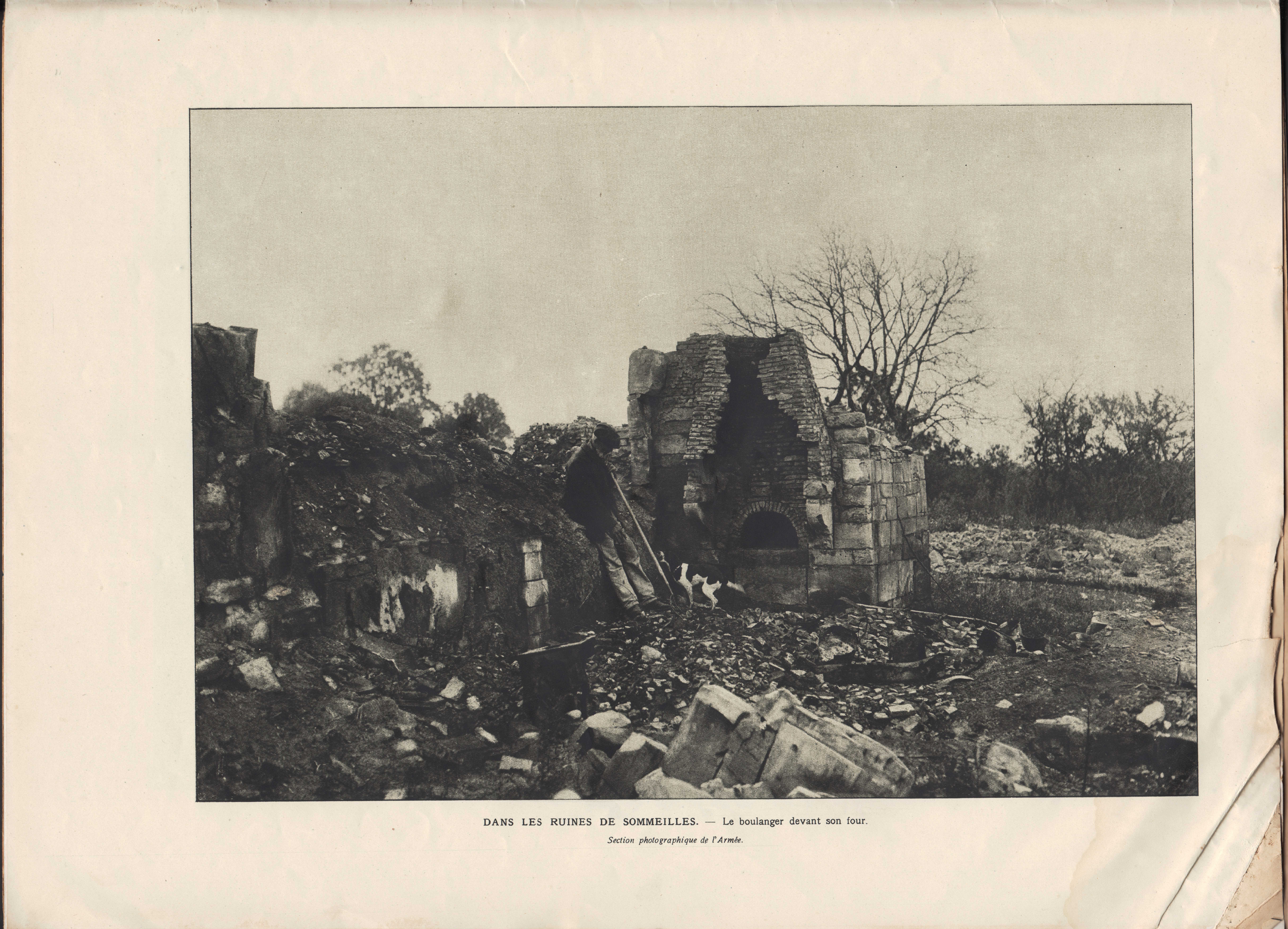
« Dans les ruines de Sommeilles - Le boulanger devant son four », L'Illustration, n°3784, 11 septembre 1915.

Sommeilles était desservi par la ligne de chemin de fer n°6 Saint-Dizier-Revigny-Amagne (qui passe par Givry, Sainte-Menehould, Vouziers), ligne à écartement normal et à deux voies. Venant de Revigny, elle longe la D137 sur le territoire de Noyers-Auzécourt (à côté de la ligne à voie unique qui dessert Noyers et Auzécourt) puis bifurque avant la Maison du Val pour longer la D137B (ancienne voie romaine). La gare de Sommeille- Nettancourt (Sommeilles sans "s" à cette époque; le "s" sera ajouté après la guerre de 14, avant 1930) était à l'intersection avec la D27, à gauche de la D27 vers Sommeilles. Par une convention passée entre le Ministère des Travaux Publics et la Compagnie de l' Est le 31 décembre 1875, une ligne (n°6) reliant Vouziers (en fait la gare choisie fut Challerange) à Revigny via Sainte-Menehould fut déclarée d'utilité publique et concédée à la Compagnie de l' Est. Elle fut mise en service le 10 décembre 1882. Elle est fermée aux voyageurs en 1969, puis au trafic en 1973.

### Première Guerre mondiale
La commune subit d’importants dommages pendant la Première Guerre mondiale. 

## Politique et administration
| Période                                  | Période      | Identité        | Étiquette | Qualité        |
| ---------------------------------------- | ------------ | --------------- | --------- | -------------- |
| Les données manquantes sont à compléter. |              |                 |           |                |
| mars 2001                                | juillet 2020 | Jacques Hornuel | NPA       |                |
| juillet 2020                             | En cours     | Alain Aimond    |           | Ancien ouvrier |

## Population et société

### Démographie
L'évolution du nombre d'habitants est connue à travers les recensements de la population effectués dans la commune depuis 1793. Pour les communes de moins de 10 000 habitants, une enquête de recensement portant sur toute la population est réalisée tous les cinq ans, les populations de référence des années intermédiaires étant quant à elles estimées par interpolation ou extrapolation. Pour la commune, le premier recensement exhaustif entrant dans le cadre du nouveau dispositif a été réalisé en 2005.

En 2022, la commune comptait 181 habitants, en évolution de −11,71 % par rapport à 2016 (Meuse : −4,4 %, France hors Mayotte : +2,11 %).
| 1793 | 1800 | 1806 | 1821 | 1831 | 1836 | 1841 | 1846 | 1851 |
| ---- | ---- | ---- | ---- | ---- | ---- | ---- | ---- | ---- |
| 464  | 487  | 484  | 498  | 565  | 565  | 604  | 604  | 584  |

| 1856 | 1861 | 1866 | 1872 | 1876 | 1881 | 1886 | 1891 | 1896 |
| ---- | ---- | ---- | ---- | ---- | ---- | ---- | ---- | ---- |
| 556  | 564  | 542  | 515  | 483  | 472  | 453  | 425  | 437  |

| 1901 | 1906 | 1911 | 1921 | 1926 | 1931 | 1936 | 1946 | 1954 |
| ---- | ---- | ---- | ---- | ---- | ---- | ---- | ---- | ---- |
| 415  | 408  | 365  | 269  | 249  | 275  | 273  | 277  | 300  |

| 1962 | 1968 | 1975 | 1982 | 1990 | 1999 | 2005 | 2006 | 2010 |
| ---- | ---- | ---- | ---- | ---- | ---- | ---- | ---- | ---- |
| 339  | 286  | 253  | 230  | 200  | 186  | 186  | 185  | 200  |

| 2015 | 2020 | 2022 | - | - | - | - | - | - |
| ---- | ---- | ---- | - | - | - | - | - | - |
| 206  | 183  | 181  | - | - | - | - | - | - |

## Culture locale et patrimoine

### Lieux et monuments
- L'église Saint-Didier XIVe siècle. L'orgue est de Henri Jacquet, facteur d'orgue à Bar-le-Duc. Installé en 1900, il comporte un clavier de 56 notes et un pédalier de 20 notes[28]. Le chœur et une partie de la nef actuels auraient été édifiés par les moines de l'ancienne abbaye de Monthiers entre 1400 et 1450. Une restauration est étudiée en 1840[29],[30]. L'église est alors d'une seule nef avec bas-côtés et ne comporte que quatre petites croisées de 1m36 de haut sur 0m84 de large. La tour et le clocher sont établis en charpente recouverts d'ardoises. L'église fait alors une vingtaine de mètres de long, quinze mètres de large et dix mètres de haut. La pointe du clocher s'élève à quinze mètres. On manque d'information sur les travaux qui ont conduit à l'église actuelle.
- La mairie, avec les deux lions qui trônent devant, est le lieu de rendez-vous des jeunes.

### Sommeilles dans la littérature
Sommeilles est citée dans le poème d’Aragon, Le Conscrit des cent villages, écrit comme acte de Résistance intellectuelle de manière clandestine au printemps 1943, pendant la Seconde Guerre mondiale.

### Héraldique
| Blason de Sommeilles | Blason  | Coupé : au 1er parti au I d'or à la bande de gueules chargée de trois alérions d'argent, au II d'azur aux deux bars adossés d'or, au 2e de sinople au lion couché d'argent. |
| Blason de Sommeilles | Détails | Le statut officiel du blason reste à déterminer. |